# Корж Кузьма Олексійович
Кузьма́ Олексі́йович Корж (*30 жовтня (11 листопада) 1887, с. Михайлівка, Катеринославського повіту, нині село Сурсько-Михайлівка Солонянського району Дніпропетровської області— †12 серпня 1919, Київ) — український державний і політичний діяч.

## Біографія
Народився у родині селянина Олексія Федоровича та його дружини Марини Петрівни Коржів, хрещений наступного дня в Петропавлівській церкві с. Михайлівки.
У 1902—1906 рр. К. Корж навчався в Новобузькій учительській семінарії, 27 квітня 1906 одержав свідоцтво «учителя початкового училища». Від 1906 року він вчителює на рідній Катеринославщині, провадить велику культурно-просвітницьку й політичну роботу серед катеринославського селянства. Дмитро Дорошенко, котрий 1909 року переїздить у Катеринослав на викладацьку роботу в комерційному училищі, яскраво змальовує в своїх спогадах інтенсивне культурно-політичне життя місцевої української інтелігенції та національно свідомого селянства. В цій діяльності, зокрема в розгортанні роботи філій товариства «Просвіта», активну участь бере й К. Корж, який від 1909-го є членом Катеринославської «Просвіти».
Серед активних дописувачів журналу «Дніпрові хвилі», що виходив у 1910—1913 рр. у Катеринославі, Д. Дорошенко називає його ім'я. Свідчить Д. Дорошенко також, що в той період була відкрита Сурсько-Михайлівська філія «Просвіти». Насправді влада своєї «Просвіти» відкрити в селі не дозволила.
У статті «Болюча справа» («Дніпрові хвилі», № 11-12, 16 червня 1913) К. Корж писав про потребу навчання в школах України рідною мовою: «Чи треба доводити, що навчання, як по школах, так і по всяких других освітніх інституціях у нас на Україні повинно вестись на рідній зрозумілій мові!»
У серпні 1910 року К. Корж екстерном складає екзамени за курс «2-го Московского Императора Николая І кадетского корпуса», оригінал свідоцтва про це, з досить високим середнім балом 7,33, зберігається в студентській справі К. Коржа у фондах Київського політехнічного інституту (Київський міський державний архів). Ймовірно, двадцятитрьохрічний  Кузьма мав намір робити військову кар'єру. Але менше ніж через рік, у березні 1911 року, він «Екатеринославским Уездным по воинской повинности присуствием» «по освидетельствовании признан совершенно неспособным к воинской службе, а потому освобожден навсегда от службы». Цей висновок був підтверджений «Киевским городским воинским присуствием» в розпал 1-ї світової війни 15 грудня 1916 року: «признан по 26 ст. А вовсе негодным». Хворів К. Корж на тяжку форму ревматизму.
Влітку 1911 року К. Корж подає документи на вступ спочатку до Московського сільськогосподарського інституту, а в кінці серпня пересилає їх до Київського політехнічного інституту й стає студентом його агрономічного відділу. Навчаючись в КПІ, К. Корж, як свідчать звіти Катеринославського земства, з 1912 року був стипендіатом «имени царя-освободителя» Катеринославського губернського земства, отримуючи на рік 400 крб. У пам'ять 50-річчя визволення селян з кріпацтва (1911) Катеринославське губернське земське зібрання заснувало 16 стипендій у вищих навчальних закладах «для найвидатніших за здібностями селянських дітей Катеринославської губернії». Так К. Корж потрапив до числа стипендіатів.
Микола Ковалевський (1892—1957), який з осені 1912 був студентом Київського комерційного інституту, в своїх згадках про життя української студентської молоді в ті роки свідчить, що К. Корж брав активну участь в роботі нелегальних есерівських організацій. Попри деякі неточності ці згадки яскраво змальовують тогочасну атмосферу: «В ті часи (1912-14) політичне життя української молоді зосереджувалось у студентських громадах по вищих школах Києва та інших міст. Де не було вищих шкіл, як напр. у Полтаві, Чернігові, Винниці, чи Житомирі, там існували гуртки середньошкільної молоді. У Києві найбільшою громадою була громада при Комерційному Інституті. У цій власне громаді постала у 1912 р. організація УПСР. До неї належали Кузьма Корж, Левко Ковалів, Леонард Бочковський, Саватій Березняк, Сашко [sic! треба „Віктор“ — М. Б.] Ковтуненко та чимало інших. Одночасно заснована була група УПСР серед студентів Університету з Петром Ксендзюком і Андрієм Полонським на чолі. також у Київській політехніці утворена була організація УПСР з Сашком Азаркевичем і агрономом Черненком у проводі. На початку 1913 р. подібні організації постали у київській фельдшерській школі, з якої вийшов такий видатний діяч УПСР як Ісаак Вазяк, та у жіночім Медичнім Інституті. Крім того повставали також численні організації серед селянства. Однак провід київської організації, що відогравала центральну функцію і стала керівним органом УПСР, поширив працю також на робітничі осередки у Києві. Особливо сильні групи УПСР були засновані серед робітників Південно-Західньої залізниці, на фабриці Коган і Ко., що була недалеко так званого галицького базару. Велику ролю у цих організаціях київських робітників відогравав Іван Лопух. Посилення соціалістично-революційного руху вимагало відповідних організаційних заходів і програмово-ідеологічної консолідації. Ці два завдання стояли перед київською конференцією УПСР у січні 1914 р. В обставинах конспіративної праці організація цієї конференції не була справою легкою. Місце засідань змінялось чотири рази. Найдовше засідання конференції відбувалось у невеликім підвальнім помешканні по Нікольсько-Ботанічній вулиці недалеко від Університету. Коли конференція закінчилась і всі роз'їхались, ми, „кияни“, що її організовували, видихнули з задоволенням, бо в ті часи російська „охранка“ у Києві дуже інтенсивно слідкувала за всякими проявами українського життя і особливо за діяльністю нашої організації.»
Очевидно, у зв'язку з евакуацією КПІ восени 1915 року з Києва до Саратова Кузьма мав перерву в навчанні — в його справі є прохання, датоване 30.11.1917 року, про відновлення в студентах. Документи про закінчення навчання у тій же справі відсутні.
Від березня 1917 К. Корж опиняється в епіцентрі бурхливих революційних подій, процесів українського державотворення. Він стає членом першого складу Української Центральної Ради (УЦР), сформованого протягом березня 1917, в УЦР був секретарем Інформаційного бюро і членом агітаційно-організаційної комісії.
За словами Мих. Єреміїва, «Ця комісія була на початках найважливішим органом Центральної Ради, бо вона зв'язувала її з народними масами. Засновником і беззмінним головою її був мій товариш Кузьма Корж, керував нею сам М. Грушевський, а я був зв'язковим. Комісія містилася в помешканні Центральної Ради і я там бував по кілька разів на день. Усі її співробітники були моїми товаришами…»
В іншому спогаді Мих. Єреміїв свідчить, що агітаційно-організаційна комісія Центральної Ради «заснована моїм незабутнім товаришем по школі Кузьмою Коржем, чи то на пораду М. Грушевського, чи із власної ініціативи. З огляду на надзвичайну скромність К. Коржа про неї мало хто знав і в той час, а тепер всі про неї забули, хоч вплив її на організацію українського руху був величезний… Праця її полягала в тому, що вона увійшла в зв'язки з українськими громадами по всіх високих школах Києва і постачала студентам, що їхали на вакації, директиви й друкований матеріал для пропаганди, який таким чином розходився по цілій Україні».
4 квітня 1917 як представник оргкомітету К. Корж відкриває Перший установчий з'їзд (конференцію) Української партії соціалістів-революціонерів, де обирається тимчасовий Центральний Комітет партії у складі дев'яти чоловік — М. Ковалевський, Л. Бочковський, Л. Ковалів, К. Корж, В. Залізняк, В. Ігнатієнко, І. Маєвський, П. Христюк, О. Шлейченко.
К. Корж — учасник Всеукраїнського національного конгресу (6-8 квітня), на якому переобирається членом УЦР. З червня 1917 він — діяльний член Малої Ради від фракції УПСР; у листопаді 1917 обирається депутатом Всеросійських установчих зборів, у грудні — депутатом до Всеукраїнських установчих зборів. У жовтні 1917 К. Корж брав активну участь в 3-му Катеринославському губерніальному з'їзді селянських депутатів (8-9 жовтня), він кілька разів виступав на з'їзді з питань організації Селянських спілок, формування списків кандидатів до виборів делегатів Установчих зборів, зачитував постанови Першого Всеукраїнського селянського з'їзду.
Свідчень про життя і діяльність К. Коржа за часів Української Держави гетьмана П. Скоропадського поки що не виявлено. З матеріалів, що містяться у його студентській справі, можна зробити висновки що в 1918 року була спроба мобілізації його до гетьманського війська, та що у квітні 1919 року він ще був студентом КПІ. З відходом Директорії, уряду УНР та українських військ з Києва 5 лютого 1919 року, К. Корж залишається в окупованому більшовиками місті. Тут він у складі групи членів ЦК УПРС (центральної течії) під керівництвом Назара Петренка бере участь у нелегальній діяльності, що приводить до трагічної розв'язки — 12 серпня 1919 К. Корж був розстріляний органами ВУЧК.
Офіційна чекістська версія подій викладена у повідомленні органу ВУЧК газеті «Красный меч» від 25 серпня 1919 року: «Секретным отделом ВУЧК были получены сведения, что в одном из домов на Миллионной улице состоялось заседание петлюровцев, на котором был выработан подробный план захвата мостов, прилегающих к Киеву, и совершить внутренний переворот путем ареста членов правительства. Для этой цели петлюровцы завели знакомство с одним из советских командиров, чтобы тот пошел им на встречу, т. е. предоставил бы в их распоряжение достаточное количество войск, настроенных против „коммуны“.
Руководителем заседания был студент, видный петлюровец, под кличкой „Стодоля“ [псевдонім Назара Петренка — М. Б.]. Последний вел также переговоры с кулаком дер. Бебрики [sic! — М. Б.] Гавриилом Романовичем Квасец, сообщившим, что все кулачье деревни безусловно будет на стороне петлюровцев. Медлить было нельзя, и Назарий Стодоля решил выехать в Жмеринку, чтобы оттуда пробраться дальше в штаб Петлюры для информирования его о создавшемся положении. Своим заместителем он оставил свого приятеля студента Политехнического института Кузьму Александровича [sic! — М.Б.] Корж. Эта организация должна была удерживать власть в своих руках до проникновения в Киев петлюр.[овского] правительства. В момент переговоров вся группа была арестована. При них найдены компрометирующие их письма, полевые карты, винтовки и проч. При помощи найденных писем удалось установить всю подлую предательскую работу наймитов Петлюры. Агенты последнего были в тесной святи с шайкою Зеленого и предполагали немедленно выступить как в Киеве, так и в прилегающих к нему районах. Вся эта организация была достаточно осведомлена о мельчайших подробностях нашей внутренней жизни. Из обнаруженного приказа Н-ка петлюровского штаба на имя атамана повстанческих войск по Черниговщине бандита Ангела видно, что эта организация совместно с представителями кулачества и других банд должна была захватить Бахмач, Круты, Гребенку и крепко их держать, захватить в тоже время Чернигов, продвигаться вперед, чтобы соединиться з Киевом, в котором власть должна бать в руках организаторов. Для успешного проведения этого плана в жизнь заговорщики с их бандами должны были выйти правым крылом на связь с Соколовским, оперирующим в районе Гостомеля–Радомысль, а левым — с Зеленым на Юг. ж.д Киев–Полтава. В настоящее время этот план потерпел фиаско, так как главные участники арестованы. Коллегия ВУЧК, рассмотрев дело некоторых участников заговора, постановила всех их расстрелять и приговор привести в исполнение в 24 часа. Пока расстреляны: Квасец Гавриил Романович, 42-х лет, кулак Веприковской волости, Васильковского уезда, активный член организации.
Корж Кузьма Алексеевич, 32-х лет, студент Политехнического института, один из главных организаторов контрреволюционного штаба.
Тананайко Наталия Сергеевна, 24-х лет, учительница, окончившая Институт благородных девиц, активный член организации.
Все остальные материалы по этому делу будут опубликованы дополнительно».
За твердженням товариша К. Коржа Михайла Єреміїва, Корж був розстріляний «першим українським чекістом Євгеном Касьяненком», колишнім товаришем Єреміїва і Коржа по українській громаді Київського політехнічного інституту.